# Ministerium für Armutsbekämpfung und soziale Wohlfahrt
Das Ministerium für Armutsbekämpfung und soziale Wohlfahrt (MPESW; englisch Ministry of Poverty Eradication and Social Welfare) war zwischen dem 2015 und 2020 das Ministerium für Armutsbekämpfung und Sozialwohlfahrt von Namibia. Es ging zu Teilen aus dem Ministerium für Arbeit und Soziales hervor und wurde im März 2020 mit dem Ministerium für Gleichberechtigung und Kinderwohlfahrt vereinigt.
Das Ministerium war mit Einsetzung des Kabinett Geingob I am 21. März 2015 geschaffen. Minister war Bischof i. R. Zephania Kameeta, seine Stellvertreter waren Pastor Aino Kapewangolo und Priscilla Beukes.